# Al otro lado del espejo
Al otro lado del espejo è un film del 1973 diretto da Jesús Franco.

## Trama
Ana, una giovane cantautrice e pianista, vive sola con suo padre in una grande casa sull'isola di Madeira. Incontra un ragazzo e progettano di sposarsi ma quando comunica a suo padre le loro intenzioni, lui cerca di convincerla ad annullare il matrimonio. Con l'aiuto della zia, Ana porta avanti di nascosto i suoi piani e un giorno le viene consegnato il suo costoso abito da sposa. Ana indossa il vestito e corre felice per la casa per mostrarlo a suo padre. Entrando nel suo studio vede, riflesso in uno specchio, il padre appeso ad una corda. Si è ucciso. Ana lascia l'isola per la terraferma e trova lavoro come musicista in un gruppo jazz. Tuttavia, è perseguitata dalla visione del padre morto che la chiama da oltre lo specchio, ordinandole di uccidere qualsiasi uomo che le si avvicini. A poco a poco il mondo dello specchio prende il sopravvento nella vita di Ana finché non riesce più a separare la realtà dalla fantasia. (da "Mondo Macabro")

## Produzione
Il primo progetto di girare Al otro lado del espejo (con il titolo A través del espejo) risale a poco prima della metà degli anni sessanta. Doveva trattarsi di una coproduzione franco-spagnola, a cui avrebbe partecipato Serge Silberman della Speva Films e, per la parte spagnola, la Mercurio. Franco lavorò al soggetto e forse alla sceneggiatura con Jean-Claude Carrière, sennonché la delicatezza dell'argomento, incentrato sul rapporto morboso tra figlia e padre, spinse il produttore spagnolo a chiedere al regista pesanti rimaneggiamenti. Franco rifiutò e ripiegò su un horror, Miss Muerte, nel cui soggetto è per altro adombrato quello di Al otro lado del espejo.
La rinuncia del regista ad adattare il film alle richieste del produttore prova quanto quel soggetto gli stesse tuttavia a cuore, e infatti otto anni dopo, nel 1973, egli riprese in mano il progetto riuscendo finalmente a realizzarlo. Anche questa volta fu una coproduzione franco-spagnola, che coinvolse la Orfeo Producciones Cinematograficas S.A. di Madrid e la Comptoir Français du Film Production di Parigi. Lo stesso anno il film uscì in Spagna con buon successo, tanto che la protagonista, Emma Cohen, fu premiata come miglior attrice dal Círculo de Escritores Cinematográficos.
Da un'intervista di Franco ad Alain Petit, del 5 gennaio 1974, si apprende che in Francia il film doveva uscire con il titolo Inceste, poi modificato in Le miroir obscene. Ma nel frattempo il produttore Robert de Nesle aveva costretto Franco a modificare radicalmente il film allo scopo di distribuirlo nelle sale specializzate in cinema erotico. Accadde perciò che, se nella versione spagnola fu accorciata solo qualche sequenza per eliminare ogni traccia di nudo, in Francia il film uscì in una forma che dell'originale non aveva più quasi nulla: la trama fu completamente stravolta, furono aggiunte lunghe sequenze erotiche con Lina Romay, Alice Arno, Pamela Stanford e Ramón Ardid, girate dallo stesso Franco, furono tagliate o spostate intere sequenze e fu sostituita la colonna sonora. Altre brevi scene di nudo, con Emma Cohen, sembrano invece sequenze alternative girate contemporaneamente a quelle destinate alla Spagna.
In Le miroir obscene l'aggiunta di sana pianta del personaggio della sorella della protagonista (interpretato dalla Romay) comportò la riduzione ai minimi termini di quella del padre. Al sottile rapporto incestuoso tra padre e figlio si sostituiva così quello palesemente erotico tra sorelle. Altrettanto deleteria fu la sostituzione dell'intensa e tragica colonna sonora originale firmata da Adolfo Waitzman con quella salottiera e sentimentale di André Benichou (che tra l'altro Franco riciclerà con maggior profitto in Les emmerdeuses). Quanto alle nuove scene, oltre a non integrarsi nel film, finiscono per spezzarne irrimediabilmente il ritmo.
Ma il calvario non era finito: la versione francese giunse ai distributori italiani, che dopo averla drasticamente accorciata, la infarcirono di brevi sequenze hardcore per poterla distribuire come film porno. Questa versione italiana, con la quale il regista non ebbe nulla a che fare e che del film originale lascia ben poco, è nota con i titoli Lo specchio del desiderio e Lo specchio del piacere.

## Distribuzione
Il film, uscito su VHS in tutte le versioni, attende ancora di essere realizzato su DVD.

## Riconoscimenti
Círculo de Escritores Cinematográficos:
 Emma Cohen, migliore attrice (1973)